# 8939 Onodajunjiro
8939 Onodajunjiro (1997 BU1) là một tiểu hành tinh vành đai chính được phát hiện ngày 29 tháng 1 năm 1997 bởi T. Kobayashi ở Oizumi.